# Aérage

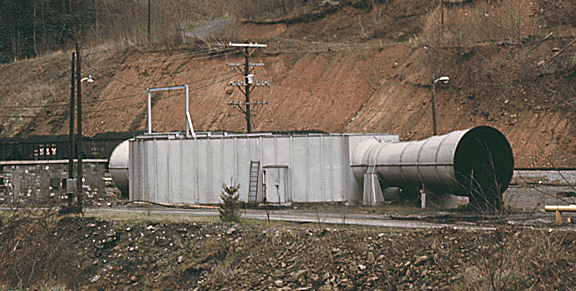
Système d'aérage d'une mine (Virginie, années 1970).

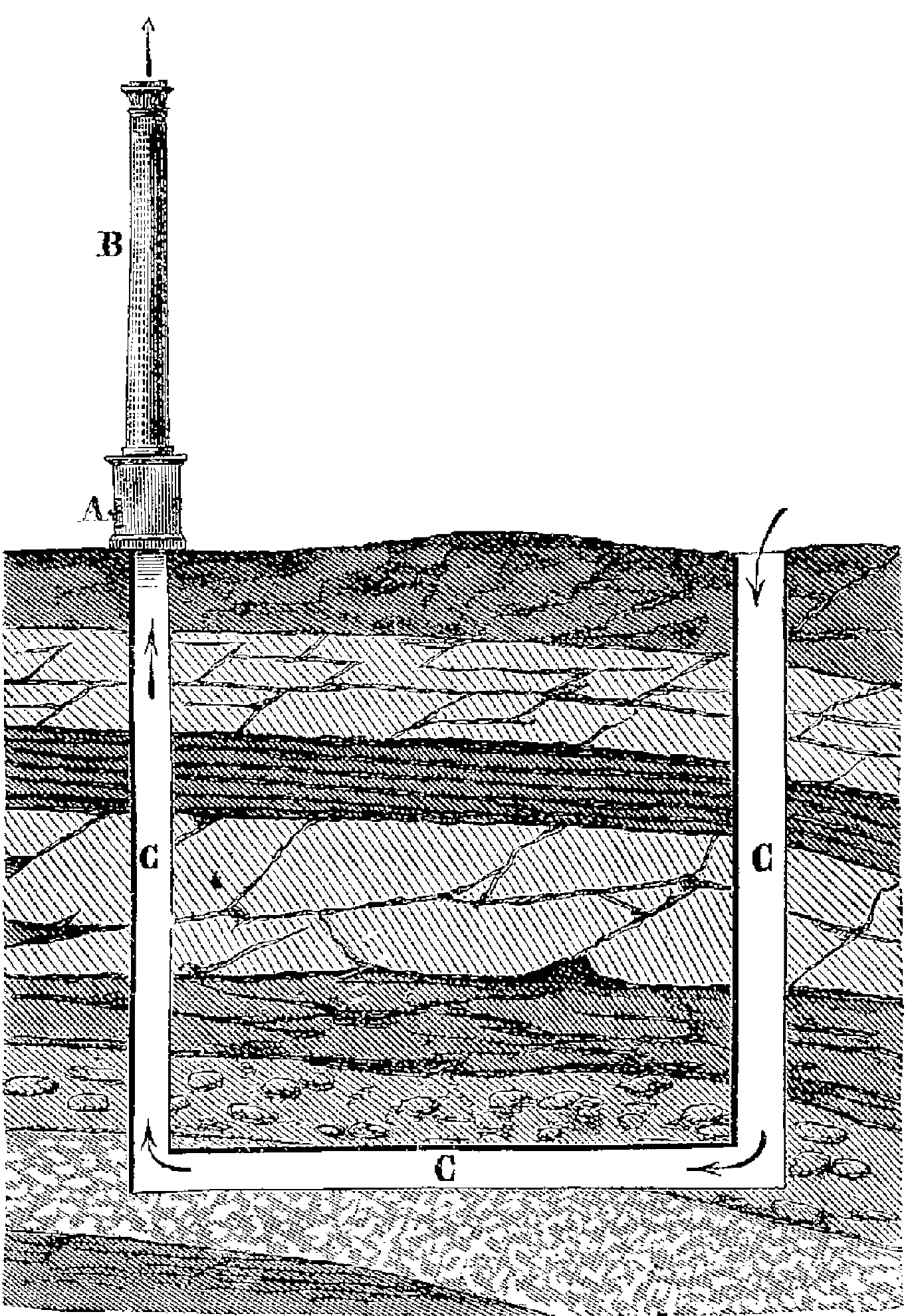
Principe du « toc-feu », moyen primitif d'extraire l'air vicié des mines.

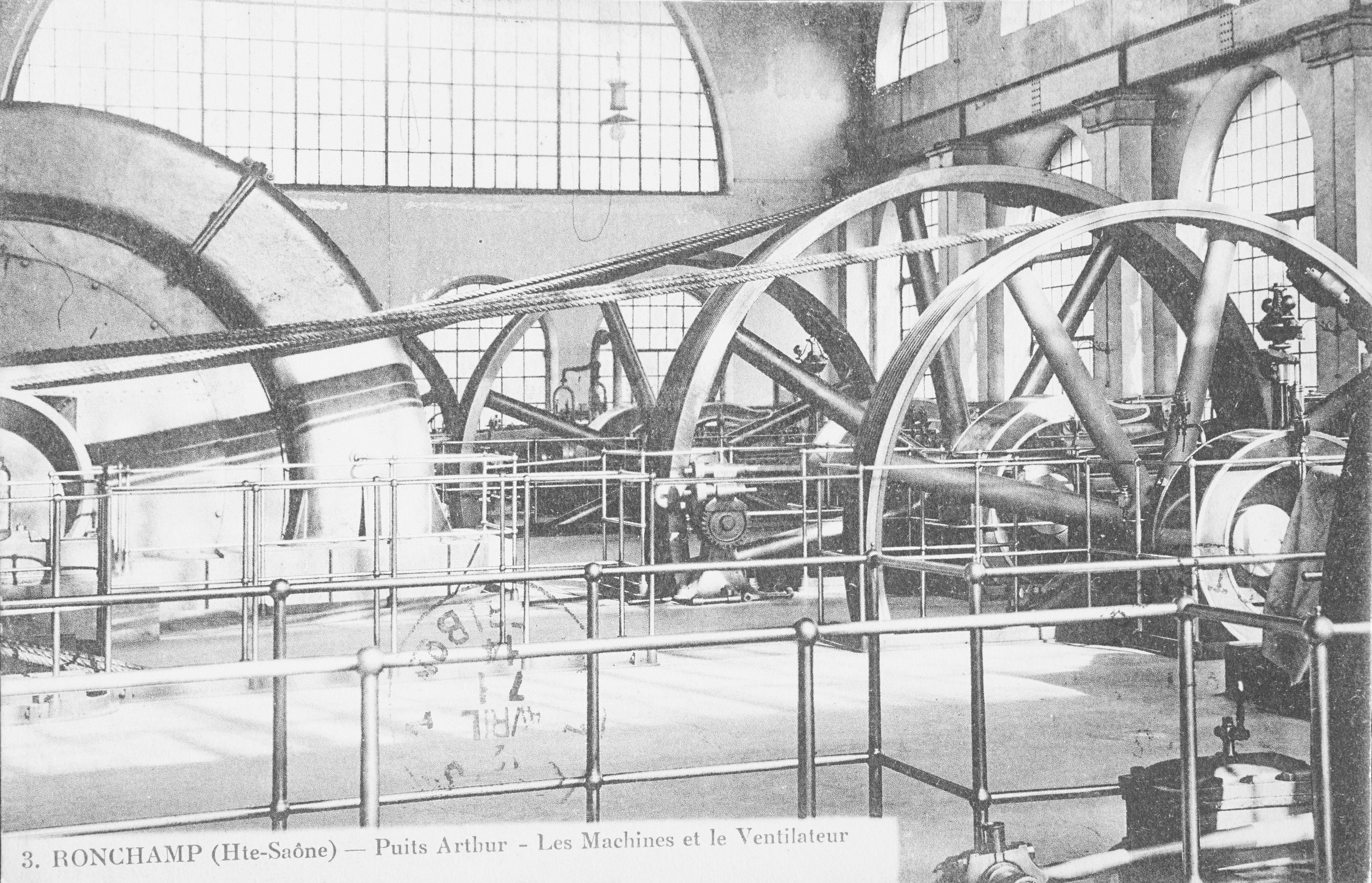
Les ventilateurs du puits Arthur-de-Buyer (à gauche) dans les années 1900 ; actionnés par des machines à vapeur (à droite)

L'aérage ou la ventilation est l'alimentation en air frais d'une exploitation minière souterraine ou  d'un tunnel (creusement et exploitation).

## Présentation
Le but de l'aérage est de donner :
- aux hommes et aux animaux l'air nécessaire pour la respiration, et aux lampes (d'éclairage ou de sécurité) l'air nécessaire pour leur combustion ;
- l'air nécessaire aux machines avec moteur à combustion interne ;
- de diluer les gaz toxiques ou dangereux (grisou, radon, monoxyde de carbone, dioxyde de carbone) ;
- d'abaisser la température dans les mines profondes, qui peuvent atteindre plusieurs dizaines de degrés Celsius.

Dans les mines, en général, le circuit de l'air est opposé au circuit de la matière. La ventilation est dans ce cas dite « antitrope ». Si la ventilation est « homotrope », il faut une dérogation du Corps des Mines. Le circuit complet est représenté en vert sur la figure ci-après.

## Cas particulier
Pendant le creusement d'un tunnel ou galerie de mine, il n'est pas possible de boucler le circuit d'aérage. On y remédie en installant dans la galerie en creusement un conduit d'aérage (les canards) que l'on prolonge au fur et à mesure de l'avancement des travaux. On préfère généralement le système aspirant (par apposition au système soufflant) car l'air vicié retourne par ce conduit et n'incommode pas le personnel.

## Système Waddle
Le système breveté d'aération Waddle, parfois simplement dit Waddell (du nom du fabricant) était une grande soufflante carénée pouvant extraire ou insuffler de l'air à partir d'une sortie de puits d'aération.